# Die Zwangsheirat
Die Zwangsheirat oder Die erzwungene Heirat (Originaltitel französisch Le mariage forcé) ist eine Komödie in Prosa des französischen Dichters Molière. Der Einakter wurde als Ballettkomödie mit Musik von Jean-Baptiste Lully am 29. Januar 1664 in den Gemächern der Königinmutter Anna im Louvre-Palast uraufgeführt.
Ein improvisierter Zeitvertreib vor dem Beginn des Karnevals, war das Stück aus zeitgenössischer Sicht ein „Petit Ballet“ mit einer Komödie, in der es wiederum Ballet- und Musikstücke gab – der Begriff der Ballettkomödie war noch nicht geprägt. Zum Verfassen und Einüben blieben Molière und seiner Theatertruppe fünf Tage, was nur möglich war mit dem Rückgriff auf festgelegte Typen. Der von Ballard 1664 veröffentlichte Band mit Liedtexten (livret) sagte über die Besetzung:
„Egyptiens : le Roy, le marquis de Villeroy“
Ludwig XIV. tanzte bei der Uraufführung in einem Zigeunerkostüm. Daneben tanzten weitere Mitglieder der Hocharistokratie. Die Rolle der Dorimène übernahm die Marquise Du Parc.
Die öffentliche Erstaufführung fand am 15. Februar desselben Jahres im Palais Royal in Paris statt.
Nachdem 1672 ein Bruch zwischen Molière und Lully erfolgt war, wurde das Stück im Juli 1672 in einer neuen Fassung mit Musikeinlagen von Marc-Antoine Charpentier aufgeführt.
Eine deutschsprachige Bearbeitung als Heirat wider Willen erstellte Hugo von Hofmannsthal. Max Reinhardt führte sie erstmals am 21. September 1910 auf.

## Handlung
Der 52-jährige, gut situierte Sganarelle will die junge schöne Dorimène heiraten. Sein Freund Geronimo rät ihm von dieser Eheschließung ab. Zwei gelehrte Philosophen, von denen der eine ein Vertreter des Aristotelismus, der andere ein Anhänger des Pyrrhonismus ist, sowie zwei musizierende Zigeunerinnen steigern die Unsicherheit des Heiratskandidaten. Nachdem ihm Dorimène angekündigt hat, dass sie es mit der ehelichen Treue nicht so genau zu halten gedenkt, und auch noch ihr Liebhaber Lycaste die Bühne betritt, will Sganarelle sein Eheversprechen bei seinem Schwiegervater zurücknehmen. Er wird aber durch Dorimènes streitlustigen Bruder daran gehindert, der den Unglücklichen zu einem Duell herausfordert. Wohl oder übel muss Sganarelle schließlich in die „Zwangsheirat“ einwilligen.

## Ausgaben
Die erzwungene Heirat: eine philosophische Komödie – zum besseren Verständnis mit zahlreichen Fußnoten kommentiert. edition:nihil.interit, Wien 2022, ISBN 978-1-6710-3051-0.